# Mongolische Volleyballnationalmannschaft der Männer
Die mongolische Volleyballnationalmannschaft der Männer ist eine Auswahl der besten mongolischen Spieler, die die Volleyball Federation of Mongolia bei internationalen Turnieren und Länderspielen repräsentiert.

## Geschichte
Bei der Volleyball-Weltmeisterschaft 1962 belegte die Mongolei den 17. Platz. Vier Jahre später reichte es nur zu Rang 21. Das beste Ergebnis gab es bei der WM 1970 mit Platz 16. Die Mongolei konnte sich bisher weder für Olympische Spiele noch für die Volleyball-Asienmeisterschaft qualifizieren. Auch der World Cup und die Weltliga fanden bisher ohne mongolische Beteiligung statt.